# Ostwaldsches Verdünnungsgesetz
Das Ostwaldsche Verdünnungsgesetz (entdeckt von Wilhelm Ostwald) beschreibt den Dissoziationsgrad schwacher Elektrolyte, also den Anteil der freien Teilchen in einer Lösung, mit Hilfe des Massenwirkungsgesetzes. Gemäß dieser Beziehung nimmt der Dissoziationsgrad α mit abnehmender Einwaagekonzentration c0 (d. h. mit steigender Verdünnung) zu, daher sind auch schwache Elektrolyte bei hinreichender Verdünnung praktisch vollständig dissoziiert:
{\displaystyle K_{d}={\frac {c({\text{K}}^{+})\cdot c({\text{A}}^{-})}{c({\text{KA}})}}={\frac {\alpha ^{2}}{1-\alpha }}\cdot c_{0}}
mit
| Kd    | Dissoziationskonstante (ggf. auch Protolysekonstante Kp)                           |
| α     | Dissoziationsgrad (ggf. auch Protolysegrad)                                        |
| c(A−) | Konzentration der Anionen                                                          |
| c(K+) | Konzentration der Kationen (ggf. der Oxoniumionen)                                 |
| c(KA) | Konzentration des nicht dissoziierten (ggf. auch nicht protolysierten) Elektrolyts |

Wird eine Lösung durch Zugabe von Wasser verdünnt, d. h. erniedrigt man die Einwaagekonzentration des Stoffes, so nimmt der Dissoziationsgrad zu, da die Dissoziationskonstante gleich bleiben muss. Umgekehrt nimmt mit weiterer Stoffzugabe, d. h. bei Erhöhung der Einwaagekonzentration, der Anteil der Ionen in der Lösung und damit auch die Äquivalentleitfähigkeit ab.

## Leitfähigkeit
Wilhelm Ostwald hat das Gesetz aus Leitfähigkeitsuntersuchungen abgeleitet: setzt man nämlich für den Dissoziationsgrad der obigen Gleichung:
{\displaystyle \alpha =\Lambda _{\rm {c}}/\Lambda _{0},}
so ergibt sich:
{\displaystyle \Rightarrow K_{d}={\frac {\Lambda _{c}^{2}}{(\Lambda _{0}-\Lambda _{c})\cdot \Lambda _{0}}}\cdot c}
mit
| {\displaystyle \Lambda _{c}} | Äquivalentleitfähigkeit         |
| {\displaystyle \Lambda _{0}} | Grenzleitfähigkeit              |
| c                            | Konzentration des Elektrolyten. |

Diese Konzentrationsabhängigkeit der Äquivalentleitfähigkeit wird auf zwei Effekte zurückgeführt:
1. auf die Behinderung der Bewegung der Ionen durch die starken Coulombschen Anziehungskräfte, die sich bei hohen Konzentrationen bemerkbar machen,
2. auf die unvollständige Dissoziation von Molekülen, die aus diesem Grund als schwache Elektrolyte bezeichnet werden.

Ostwald machte folgende vereinfachende Annahmen zur Bestimmung der Dissoziationskonstanten:
1. Bei schwach dissoziierten Molekülen

Der Term {\displaystyle \Lambda _{0}-\Lambda _{c}} ändert sich nur wenig mit der Verdünnung ({\displaystyle \Lambda _{0}-\Lambda _{c}\approx \Lambda _{0}}), daher kann überschlägig auch der Ausdruck {\displaystyle K_{d}=\Lambda _{c}^{2}/\Lambda _{0}^{2}\cdot c=\alpha ^{2}\cdot c} in Abhängigkeit vom Verdünnungsfaktor verwendet werden.
2. Die Bestimmung von zwei schwach dissoziierten Teilchen

Hier müssen die entsprechenden Verhältnisse des obigen Ausdruckes genutzt werden.
3. Bei starken Elektrolyten

Hier wird der Kehrwert von {\displaystyle \Lambda _{0}-\Lambda _{c}} bei zunehmender Verdünnung ermittelt.
Eine Schwierigkeit bereitete die Bestimmung der Grenzleitfähigkeit von Ionen schwacher organischer Säuren und Basen, die zur Bestimmung der Dissoziationskonstanten nötig ist. Die Alkalisalze der Säuren bzw. die Halogenwasserstoffsäuren der Basen sind jedoch gut bestimmbar, so dass nach Subtraktion der Alkali- bzw. Halogen-Grenzleitfähigkeiten auch die Grenzleitfähigkeiten sehr schwach dissoziierter Anionen und Kationen bestimmt werden können.
Verbessert wurde die Theorie von Ostwald durch das Debye-Hückel-Gesetz.